# تیم دوچرخه‌سواری گانا
تیم دوچرخه‌سواری گانا (ایتالیایی: Ganna) یک تیم دوچرخه‌سواری در ایتالیا است.
این تیم در سال ۱۹۱۳ تأسیس و در سال ۱۹۵۳ منحل شده‌است، تیم گانا در سال ۱۹۵۳ قهرمان بخش تیمی جیرو دیتالیا شده‌است.